# Pasar Indrapuri
Pasar Indrapuri is een bestuurslaag in het regentschap Aceh Besar van de provincie Atjeh, Indonesië. Pasar Indrapuri telt 245 inwoners (volkstelling 2010).